# Jung Jae-kwon
Jung Jae-kwon (정재권?; 5 novembre 1970) è un ex calciatore sudcoreano, di ruolo centrocampista.